# القشع (لودر)

تعديل مصدري - تعديل

القشع هي إحدى قرى عزلة زارة بمديرية لودر التابعة لمحافظة أبين، بلغ تعداد سكانها 33 نسمة حسب تعداد اليمن لعام 2004.